# Trimet (Nahverkehr)
Die Trimet ist der Nahverkehrsbetrieb der Stadt Portland in Oregon (USA) und bedient daneben auch mehrere Gemeinden in den umliegenden Regionen, z. B. Hillsboro oder Gresham, mit Stadtbahnen und Bussen.

## Das Unternehmen
Am 1. Dezember 1969 wurde die Trimet als Rechtsnachfolgerin der Rose City Transit und Tri-County Metropolitan Transportation District of Oregon gegründet.
Sie unterhält derzeit 3 Stadtbahn- und 93 Buslinien. Dabei transportiert die Trimet gemessen an ihrer Größe die meisten Passagiere in den USA. Eine Besonderheit dieses Verkehrsbetriebes war bis zum 1. September 2012 der kostenlose Transport innerhalb der Innenstadt von Portland.
Die Trimet setzt Standard-Stadt- und Kleinbusse ein. An Wochentagen werden über 300.000 Fahrgäste registriert.

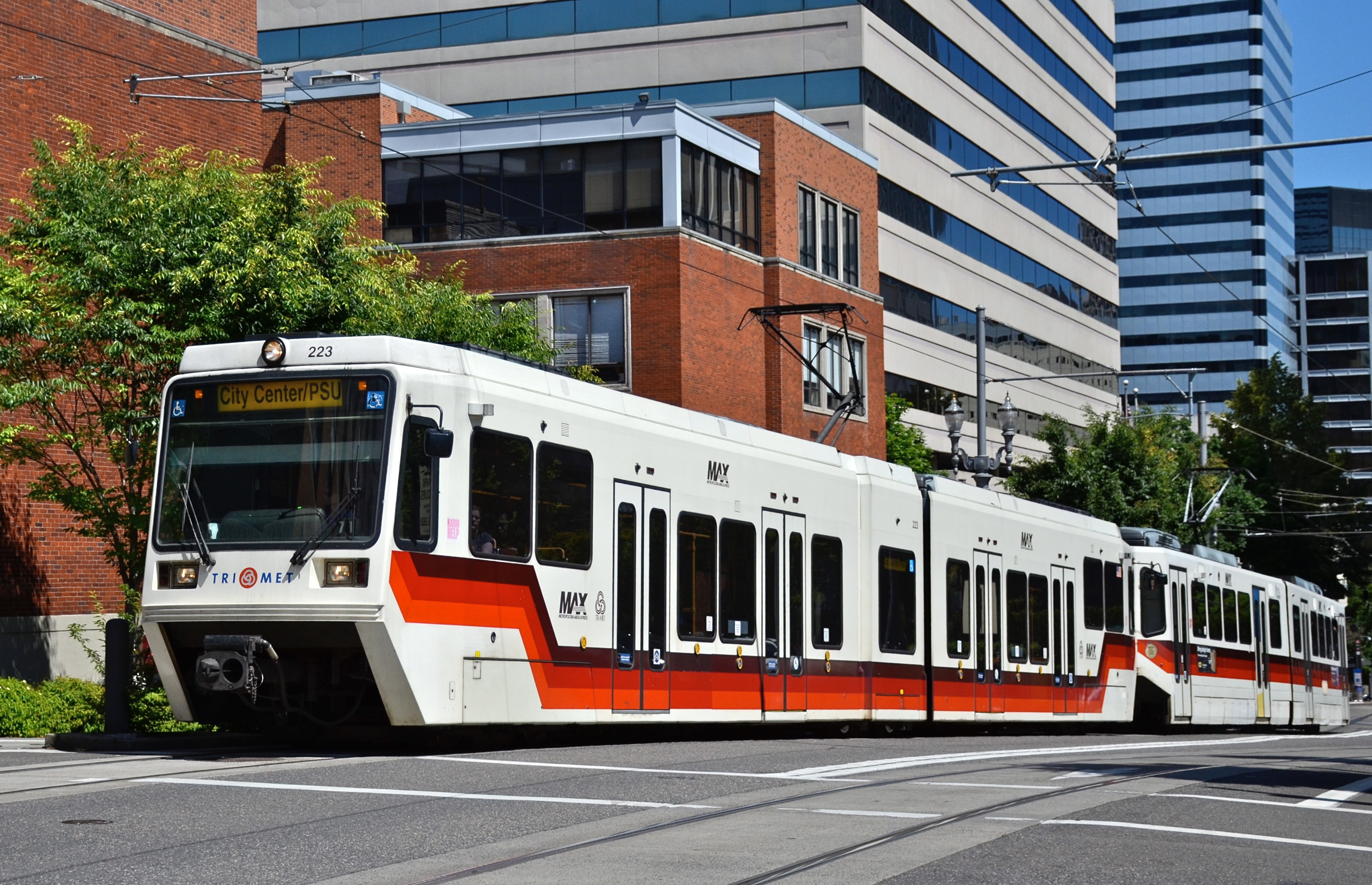
Stadtbahnzug mit einem Niederflurwagen und einem Hochflurwagen im Stadtzentrum Portland

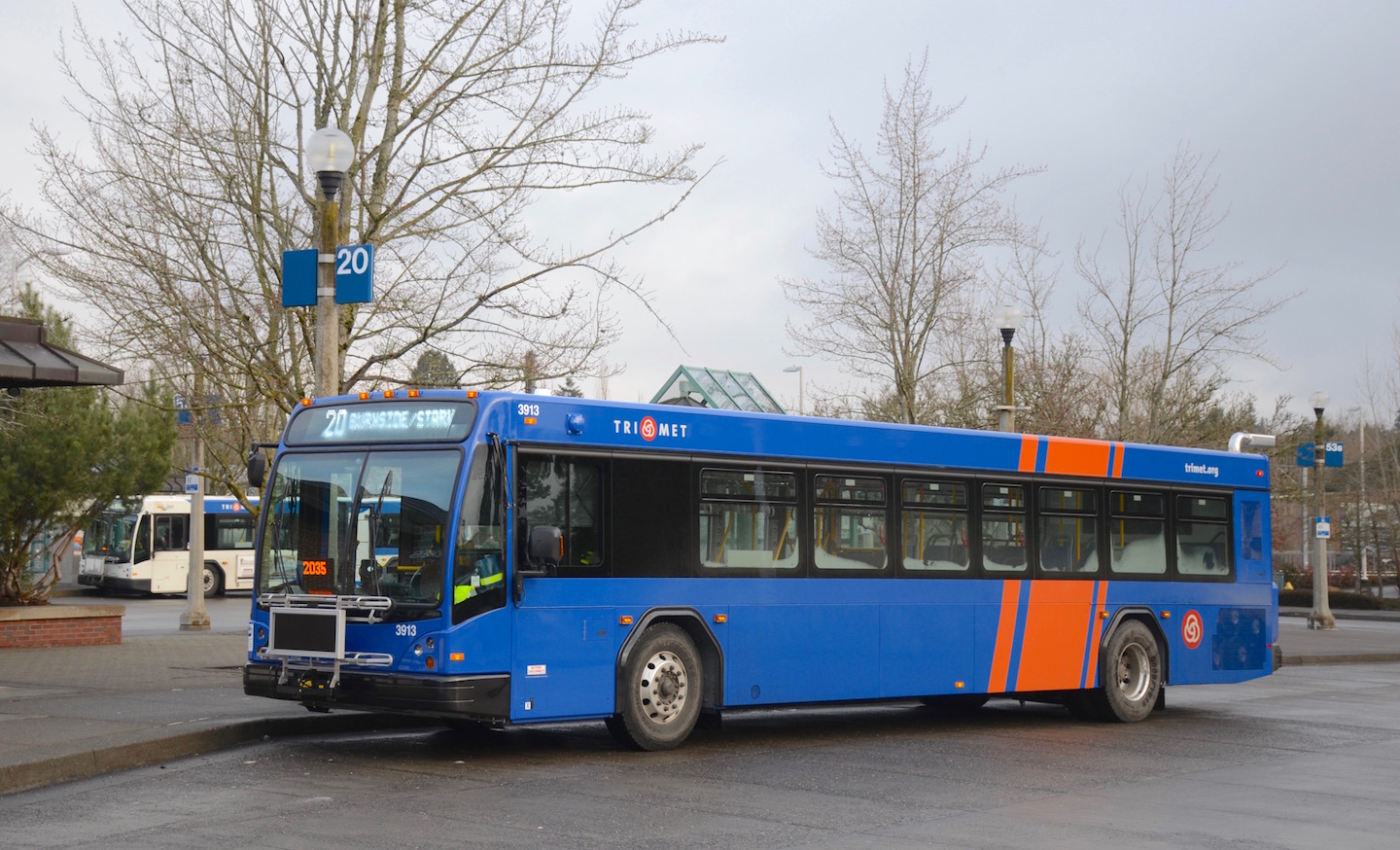
TriMet bus im Jahr 2019

### Zahlen
- Mitarbeiter – ca. 2600

- Stadtbahn
  - Anzahl Linien – 5
  - Fahrzeuge
    - Bombardier Type 1 LRV (Light Rail Vehicle) – 26 Stück
    - Siemens SD660 (TriMet Typ 2) LRV – 52 Stk.
    - Siemens SD660 (TriMet Typ 3) LRV – 27 Stk.
    - Siemens S70 (TriMet Typ 4) – 22 Stk.
    - Siemens S700 (TriMet Typ 5) – 18 Stk.

- Bus
  - Anzahl Linien – 85

### MAX Light Rail

#### I-205 Light Rail Project
Bis 2009 soll die neue sog. „grüne Linie“ die Vorstädte Clackamas und Milwaukie sowie den südöstlichen Teil Portlands mit einem 10,4 km langen Teilstück verbinden. Die Strecke führt entlang der Autobahn I-205 und beinhaltet acht Haltestellen (16 beidseitig gezählt). Die neue Strecke soll mit einem Intervall von 15 Minuten bedient werden. Es werden 33.000 tägliche Fahrten erwartet.
Das Projekt soll 495 Millionen Dollar kosten.

#### Portland Mall Revitalization Project
Portland besitzt einen parallelen Straßenzug in der Innenstadt, wodurch die meisten vorhandenen Buslinien führen. Dies soll gewährleisten, dass man sehr einfach in das Stadtzentrum gelangt. In den letzten Jahren ist das Interesse an diesen Linien zurückgegangen, was u. a. an einer Verlagerung der Einkaufsstraßen liegt. Um die Straßenzüge zu revitalisieren, plant Trimet eine neue Stadtbahnlinie, die exakt entlang dieser Straßen verläuft. Busse sollen dabei die gleichen Spuren mitbenutzen. Das Projekt kostete 495 Millionen Dollar und soll 2009 abgeschlossen sein.

#### Portland-Milwaukie Light Rail
Dieser Streckenneubau bezöge die Vorstadt Milwaukie ins Streckennetz ein.

### WES Commuter Rail

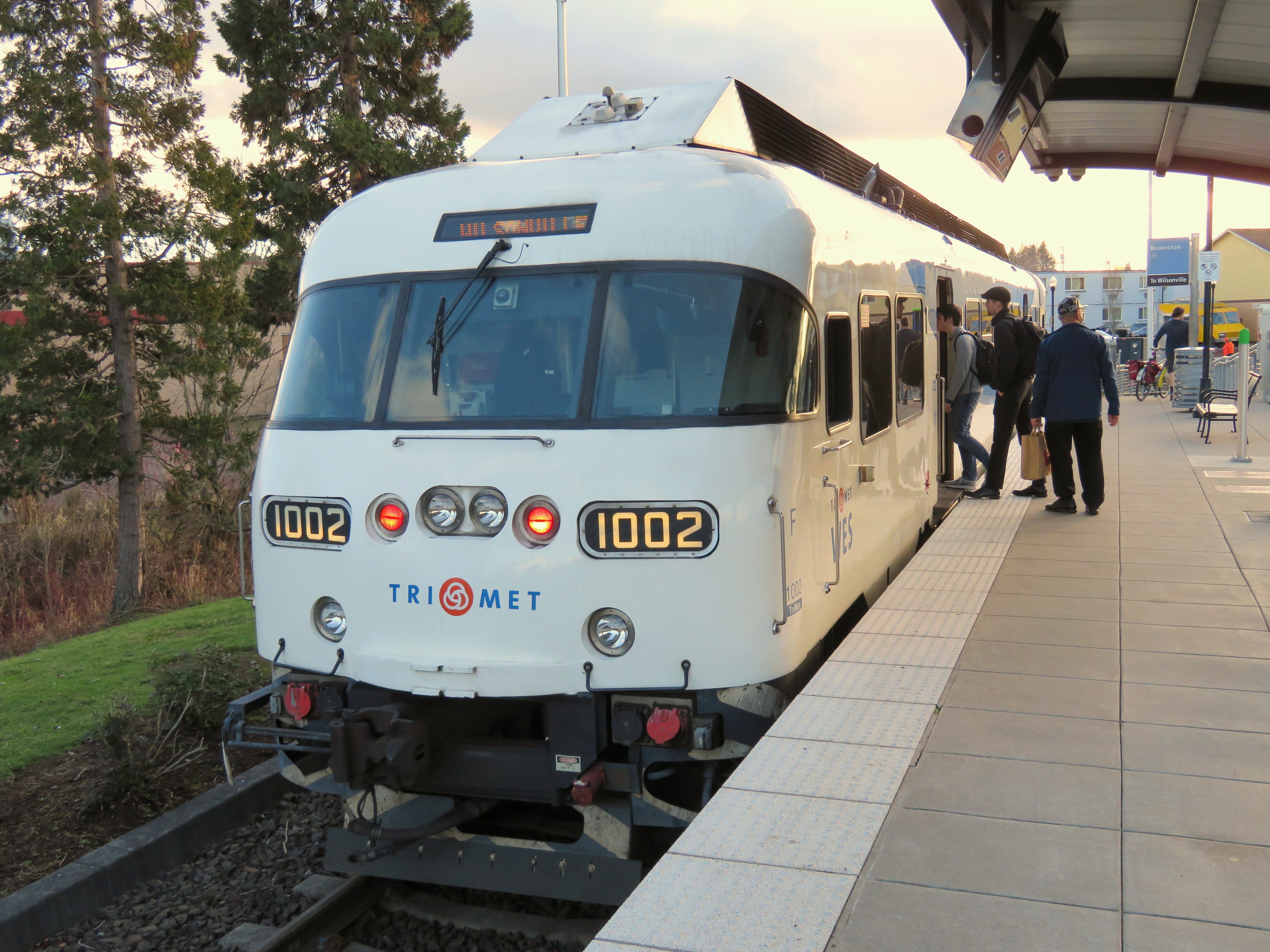
Ein WES-Wagen im Jahr 2018

Der WES Commuter Rail ist eine Vorortbahn im Washington County (Oregon). Sie führt von Wilsonville  über Tigard nach Beaverton. Die Länge der Strecke beträgt 23,7 km und wird in einem 30 Minutenintervall bedient. Die Linie wurde 2009 in Betrieb genommen und kostete 166 Millionen Dollar. An der Haltestelle Beaverton Transit Center besteht die Umsteigemöglichkeit zum MAX Light Rail.

## Geschichte des ÖPNV in Portland

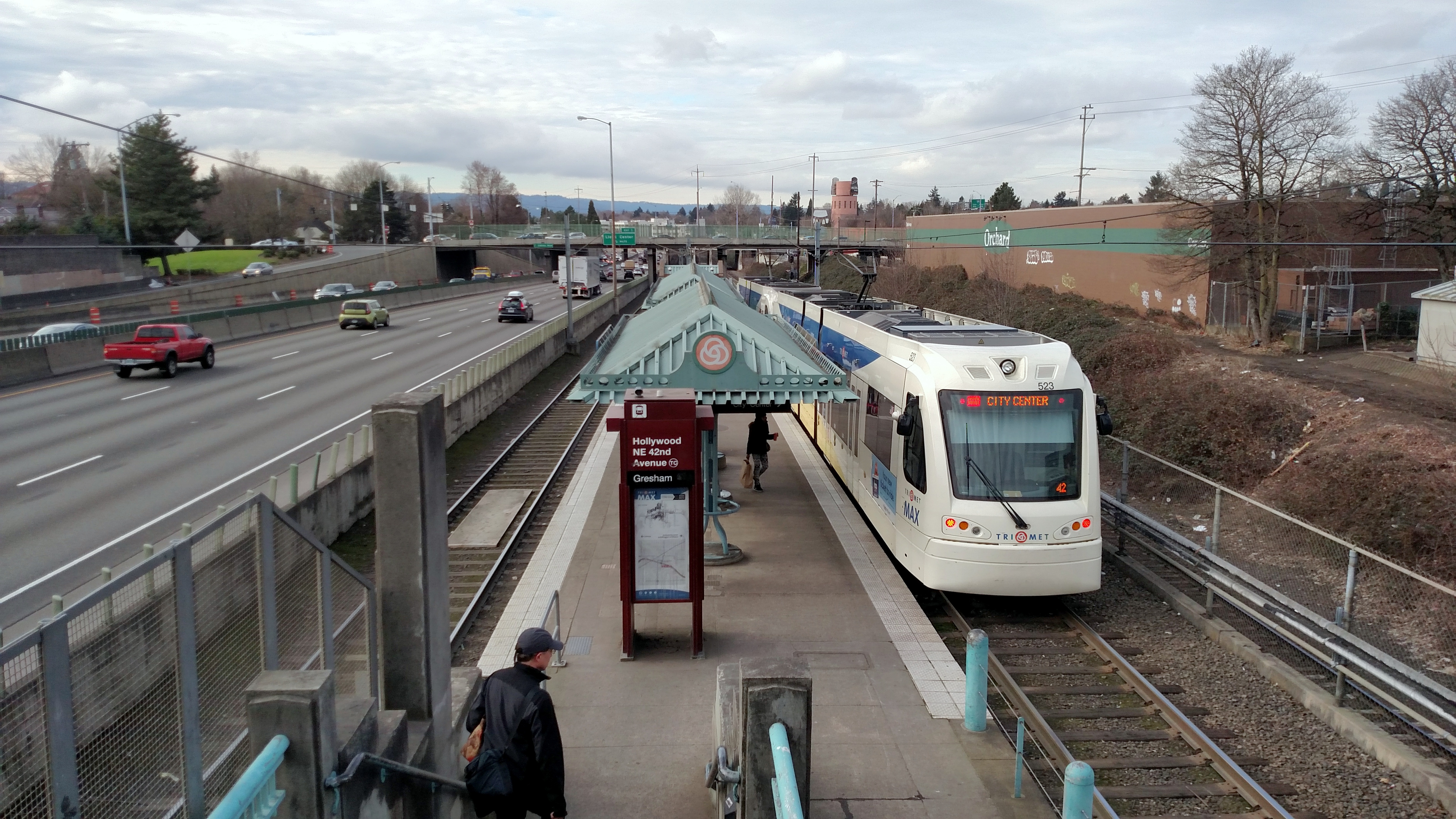
MAX-Stadtbahn Siemens S700 Wagen auf der rote Linie in Portland.

Die erste Pferdestraßenbahn geht 1872 in Betrieb. Die erste elektrische Straßenbahn wird in Portland im Jahr 1890 eingeführt. Bis zum Jahr 1906 gibt es 28 Straßenbahnlinien in Portland. Nach einem langen langsamen Verfall wurde die letzte Linie 1950 eingestellt. Seitdem fuhren verschiedene Busunternehmen in der Stadt Portland und deren Region. Erst 1969 wird mit der Gründung der Trimet wieder ein einheitlicher Verkehrsanbieter geschaffen. 1986 fährt die erste Stadtbahnlinie (blau) zwischen Portland und Gresham. Im Jahre 1998 führt die erste Erweiterung die blaue Linie in den Westen der Stadt in die Vorstädte Beaverton und Hillsboro. 2001 nimmt die rote Linie bis zum Flughafen Portland ihren Betrieb auf. Die dritte sogenannte gelbe Linie nimmt im Jahr 2004 ihren Betrieb bis zu dem Messegelände (Expo Center) auf.

## Straßenbahn
Neben der Stadtbahn existiert auch ein Straßenbahnnetz bestehend aus zwei Linien, welches wiederum von der „Portland Streetcar Incorporated“ betrieben wird.